# 10670 Seminozhenko
10670 Seminozhenko è un asteroide della fascia principale. Scoperto nel 1977, presenta un'orbita caratterizzata da un semiasse maggiore pari a 2,7473780 UA e da un'eccentricità di 0,1064634, inclinata di 5,02786° rispetto all'eclittica.